# SolarAOT

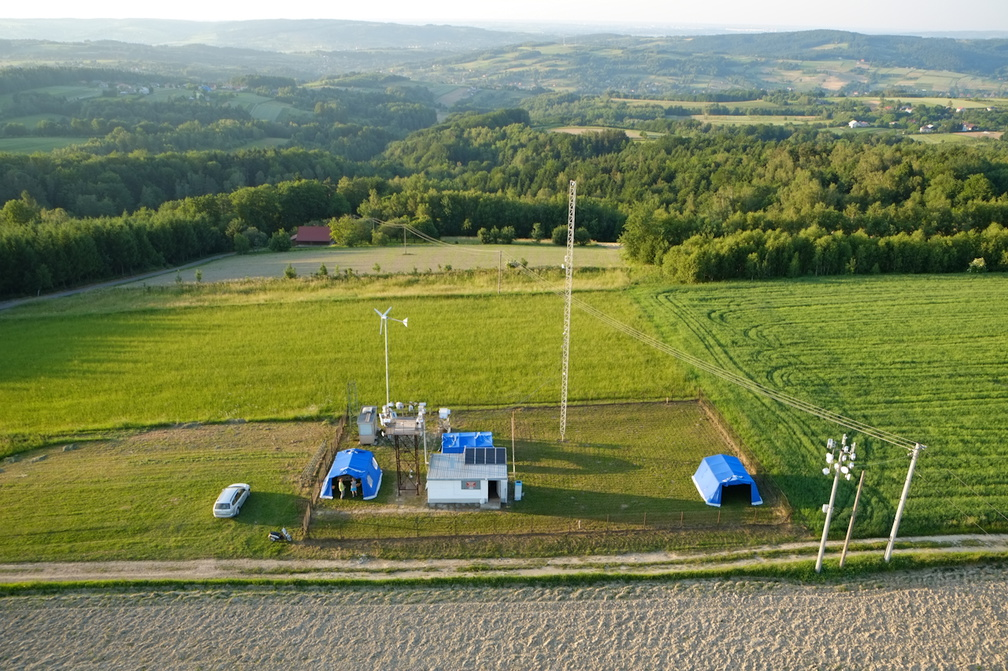
Widok na stację z lotu ptaka

SolarAOT – prywatna stacja badawcza transferu radiacyjnego, której celem jest badanie wpływu aerozolu na klimat. Akronim SolarAOT pochodzi od Solar Aerosol Optical Thickness – pomiary grubości optycznej aerozolu w obszarze promieniowania krótkofalowego w atmosferze. Stacja została założona w 2003 roku przez Krzysztofa Markowicza. Położona jest na Podkarpaciu na wysokości 443 m n.p.m. w odległości około 5 km od Strzyżowa. Zlokalizowana jest w terenie rolniczym na jednym ze szczytów pasma Góry Niebyleckiej (464 m n.p.m.) Pogórza Dynowskiego. Okolice stacji charakteryzują się małym wpływem miejskich źródeł zanieczyszczeń powietrza związanym ze stosunkowo dużą odległością od aglomeracji miejskich (Rzeszów około 25 km). Wykonywane pomiary mają na celu zrozumienie własności optycznych aerozoli atmosferycznych, badanie wymuszania radiacyjnego aerozole atmosferyczne, monitoring zanieczyszczeń powietrza, monitoring zmian klimatycznych, szacowanie energii wiatru oraz energii promieniowania słonecznego.

## Pomiary
Na stacji prowadzone są podstawowe pomiary meteorologiczne takie jak temperatura powietrza i wilgotność powietrza, ciśnienie atmosferyczne, prędkość i kierunek wiatru, natężenie i suma opadu, grubość pokrywy śnieżnej, stopień i rodzaj zachmurzenia, potencjał pola elektrycznego atmosfery, widzialność pozioma, sondaże aerologiczne, gradient temperatury powietrza i gruntu, detekcja wyładowań atmosferycznych.
Pomiary bilansu radiacyjnego, w skład którego wchodzą: strumień całkowity promieniowania krótkofalowego oraz promieniowania odbitego od powierzchni ziemi, strumienia promieniowania długofalowego oddolnego oraz odgórnego. Ponadto strumień promieniowania słonecznego w obszarze widzialnym (promieniowanie czynne fotosyntetycznie).
Pomiary własności optycznych aerozoli atmosferycznych obejmujące spektralną grubość optyczna, współczynnik absorpcji, rozpraszania i ekstynkcji oraz albedo pojedynczego rozpraszania.

## Projekty badawcze i edukacyjne
Stacja ma na celu testowanie nowoczesnych technik pomiarowych, prowadzenie szkoleń w ramach międzynarodowego projektu edukacyjnego GLOBE. Wyniki wykorzystywane są do tworzenia bazy danych odnawialnych źródeł energii województwa podkarpackiego, udział w grupie roboczej energia Słońca oraz wiatru, kampania pomiarowa SOAP (Studies Of Aerosol Properties) w 2006 roku, kiedy wykonywano pomiary na stacji badawczej Finokalia na Krecie oraz w Strzyżowie. Badanie spektralnych właściwości optycznych aerozolu oraz wymuszania radiacyjnego w latach 2005-2007. Wyniki pomiarów prowadzonych na stacji badawczej są wykorzystywane przy pisaniu prac licencjackich, magisterskich oraz doktorskich wykonywanych na uczelniach województwa Podkarpackiego oraz na Uniwersytecie Warszawskim.
Od 1 stycznia 2010 roku stacja została włączona w struktury projektu EUSAAR (European Supersites for Atmospheric Aerosol Research). Tym samym stała się jedną z kilkudziesięciu europejskich stacji pomiarowych, gdzie wykonywane są obserwacje własności fizycznych aerozoli atmosferycznych.
W latach 2010–2013 w stacji badawczej prowadzone były pomiary związane z realizacją następujących projektów badawczych Narodowego Centrum Nauki: wyznaczanie własności optycznych aerozoli na podstawie synergii pomiarów teledetekcyjnych oraz zróżnicowanie czasowo-przestrzenne wymuszania radiacyjnego nad Polską. Od 2013 r. w stacji badawczej prowadzone są prace naukowe związane z realizacją projektu pt. Zintegrowane badania procesów klimatycznych z udziałem aerozoli absorbujących. W ramach tych prac prowadzone są obserwacje profili pionowych własności optycznych atmosfery i termodynamicznych dolnej atmosfery przy użyciu dwóch prototypowych dronów, zmiany albedo śniegu związane z depozycją sadzy na powierzchnię ziemi oraz struktury pionowej smogu w kotlinie Strzyżowa. W 2011 r. stacja badawcza wraz z Laboratorium Transferu Radiacyjnego Instytutu Geofizyki Wydziału Fizyki Uniwersytetu Warszawskiego oraz stacją badawczą Instytutu Oceanologii PAN utworzyła krajową aerozolową sieć badawczą PolandAOD. W sierpniu 2013 r. stacja została włączona do międzynarodowej automatycznej sieci aerozolowej AERONET będącej wspólnym projektem naukowo-badawczym NASA i Uniwersytetu w Lille.